# Izolinije
Izolinije su linije ili crte na grafičkom prikazu koje spajaju točke jednakih ili pretpostavljeno jednakih iznosa neke mjerne veličine, na primjer tlaka (izobare), dubine vode (izobate), jakosti Zemljina magnetskoga polja (izodiname), rasvjete (izofote), magnetske deklinacije (izogone), slanosti mora i oceana (izohaline), relativne vlažnosti zraka (izohigre), količine oborina (izohijete), nadmorske visine (izohipse), obujma ili volumena (izohore), magnetske inklinacije (izokline), istodobnoga nastupa pojava (izokrone), elemenata Zemaljskoga magnetizma (izomagnetične linije), količine naoblake (izonefe), gustoće (izopikne), brzine strujanja (izotahe), temperature (izoterme), brzine vjetra (izovele). Prvu kartu s izolinijama, s izogonama, iscrtao je E. Halley 1701.

## Primjeri izolinija
- izobare
- izobate
- izodrozoterme
- izoglose
- izogone
- izohaline
- izohele
- izohigre
- izohijete
- izohipse
- izokline
- izonefe
- izoplete
- izostrate
- izotahe
- izoterme
- izoseiste
- halobate
- hidroizoterme
- termobate

## Vanjske poveznice
|  | Zajednički poslužitelj ima još gradiva o temi Izolinije |